# Capitalismo de plataforma
Capitalismo de plataforma (do inglês, "platform capitalism")  é o termo usado para designar um conjunto de atores corporativos (as plataformas) que se apresentam como meros intermediários tecnológico-comunicacionais e que articulam uma relação de serviços e negócios entre indivíduos ou instituições. Ou seja, refere-se às plataformas que se apresentam ao mercado como intermediadoras tecnológicas entre dois ou mais indivíduos ou instituições, articulando uma prestação de serviços entre esses "usuários" das plataformas, sem que se coloquem como responsáveis pelas relações comerciais e/ou de trabalho estruturadas por elas.

Algumas plataformas que fazem parte dessa estrutura capitalista de plataforma são, por exemplo:
- Aplicativos de transporte, como Uber, Lift, Cabify, 99 (aplicativo), Lady Driver, entre outros, que intermediam corridas entre quem precisa ser levado de um lugar a outro e motoristas cadastrados no sistema;
- Aplicativos de entrega, como iFood, Rappi, Uber Eats, Loggi, entre outros, que intermediam entregas de produtos entre empresas (lojas, restaurantes, supermercados) e consumidores, por meio dos entregadores cadastrados como fornecedores de serviços para essas plataformas.
- Plataformas de trabalho digital, onde as tarefas são disponibilizadas para os trabalhadores executarem de forma remota e online, como nas plataformas Appen, Amazon Mechanical Turk, Clickworker, Upwork, Fiverr, entre outras. Essas atividades, segundo o pesquisador Rafael Grohmann, surgem especialmente para apoiar a execução de trabalhos supostamente automatizados, quando a Inteligência Artificial e os sistemas não conseguem realizar as atividades sem o auxílio de um ser humano. Em geral, essas atividades podem envolver (mas não se restringir) a análise de imagens, moderação de conteúdo, experimentações ou criação de bases de dados para aprendizagem de máquina. 

## O trabalho no capitalismo de plataforma
No capitalismo de plataforma, o trabalho costuma ser executado por uma "multidão" de trabalhadores - o chamado "crowdwork" (do inglês crowd, multidão, e work, trabalho), que vão executando as atividades conforme elas são disponibilizadas pelas plataformas. Por isso, é comum que as plataformas contem com vários prestadores de serviços cadastrados e atuantes simultaneamente, garantindo oferta de trabalho para quando houver uma demanda.
Segundo estudiosos de direito do trabalho, como André Zipperer, a dinâmica de crowdwork também pode ser referida como trabalho "multiterceirizado". Em geral, esse tipo de trabalho das multidões costuma ser dividido em dois: o trabalho que precisa ser realizado de forma presencial no mundo real (como as entregas ou as corridas, onde motoristas e motoboys precisam se deslocar em um mundo físico), também conhecido como "trabalho multiterceirizado offline", ou uberização; e o trabalho que é realizado de forma remota e online (como as atividades feitas em plataformas de trabalho remoto, como a Amazon Mechanical Turk), conhecido também como trabalho multiterceirizado online, ou turkerização.